# Sticherus quadripartitus
Sticherus quadripartitus är en ormbunkeart som först beskrevs av Jean Louis Marie Poiret, och fick sitt nu gällande namn av Ren-Chang Ching. Sticherus quadripartitus ingår i släktet Sticherus och familjen Gleicheniaceae. Inga underarter finns listade.